# Kazuhiro Ninomiya
Kazuhiro Ninomiya (jap. 二宮 和弘 Ninomiya Kazuhiro; ur. 28 listopada 1946 w Fukuoce) – japoński judoka. Złoty medalista olimpijski z Montrealu 1976, w wadze półciężkiej.
Mistrz świata w 1973; drugi w 1975. Mistrz Azji w 1970. Wygrał uniwersjadę w 1967 roku.

## Letnie Igrzyska Olimpijskie 1976
| Konkurencja | Eliminacje          | Eliminacje         | Eliminacje             | Finały                     | Finały                    | Klas. końcowa |
| Konkurencja | Przeciwnik I        | Przeciwnik II      | Przeciwnik III         | Półfinał                   | Finał                     | Miejsce       |
| ----------- | ------------------- | ------------------ | ---------------------- | -------------------------- | ------------------------- | ------------- |
| 93 kg       | Fahed Salem (KUW) Z | An Ung-nam (PRK) Z | Dietmar Lorenz (DDR) Z | Jürg Röthlisberger (SUI) Z | Ramaz Karsziladze (USR) Z | 1.            |